# Monts Wugong
Pour les articles homonymes, voir Wugong.
Les monts Wugong (chinois : 武功山 ; pinyin : wǔ gōng shān ; litt. « Mont de la geste ») sont une des chaînes de montagnes de la cordillère Luoxiao en Chine.

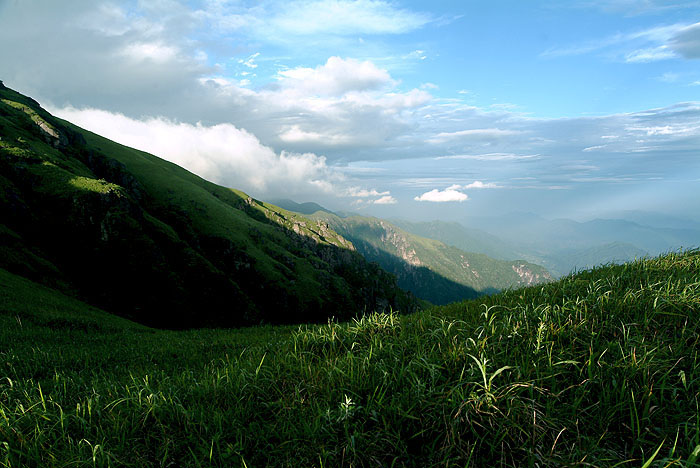
Vue de la cordillère.